# Río Huebra
El Huebra es un río de la provincia de Salamanca, Castilla y León, España.

## Curso
Nace junto a Pico Cervero, en la Sierra de las Quilamas (Salamanca). En el término municipal de Yecla de Yeltes se une con el río Yeltes. Juntos, se encaminan hacia su desembocadura en el Duero, aguas abajo de la presa de Saucelle, en las arribes. Otro de sus afluentes es el río Camaces.

## Afluentes
Sus afluentes más importantes son el río Camaces y el río Yeltes, ambos por la margen izquierda.

## Galería

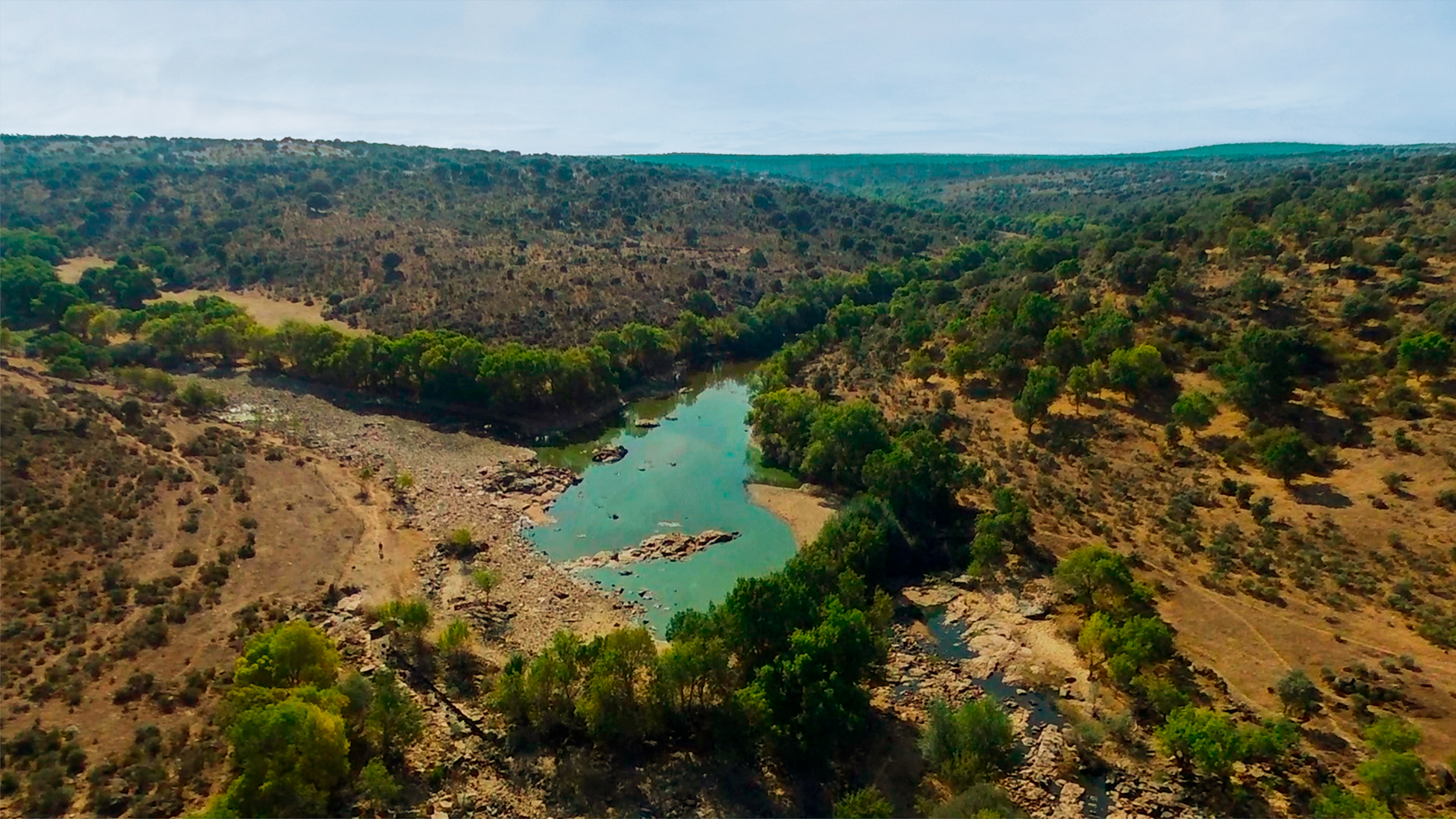
Punto de unión de los ríos Yeltes (derecha) y Huebra (izquierda)
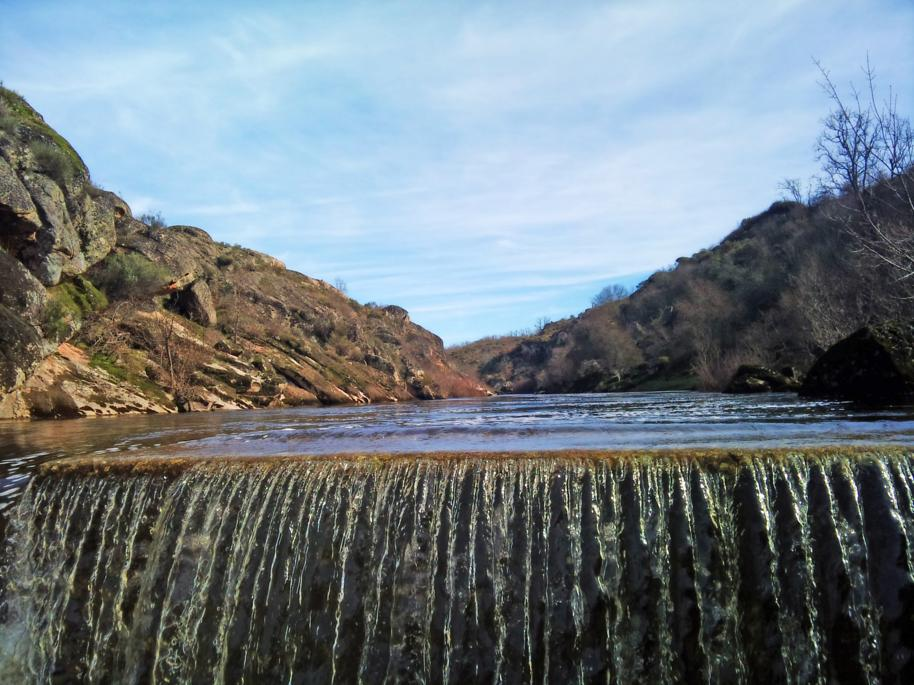
Piscina en Saldeana
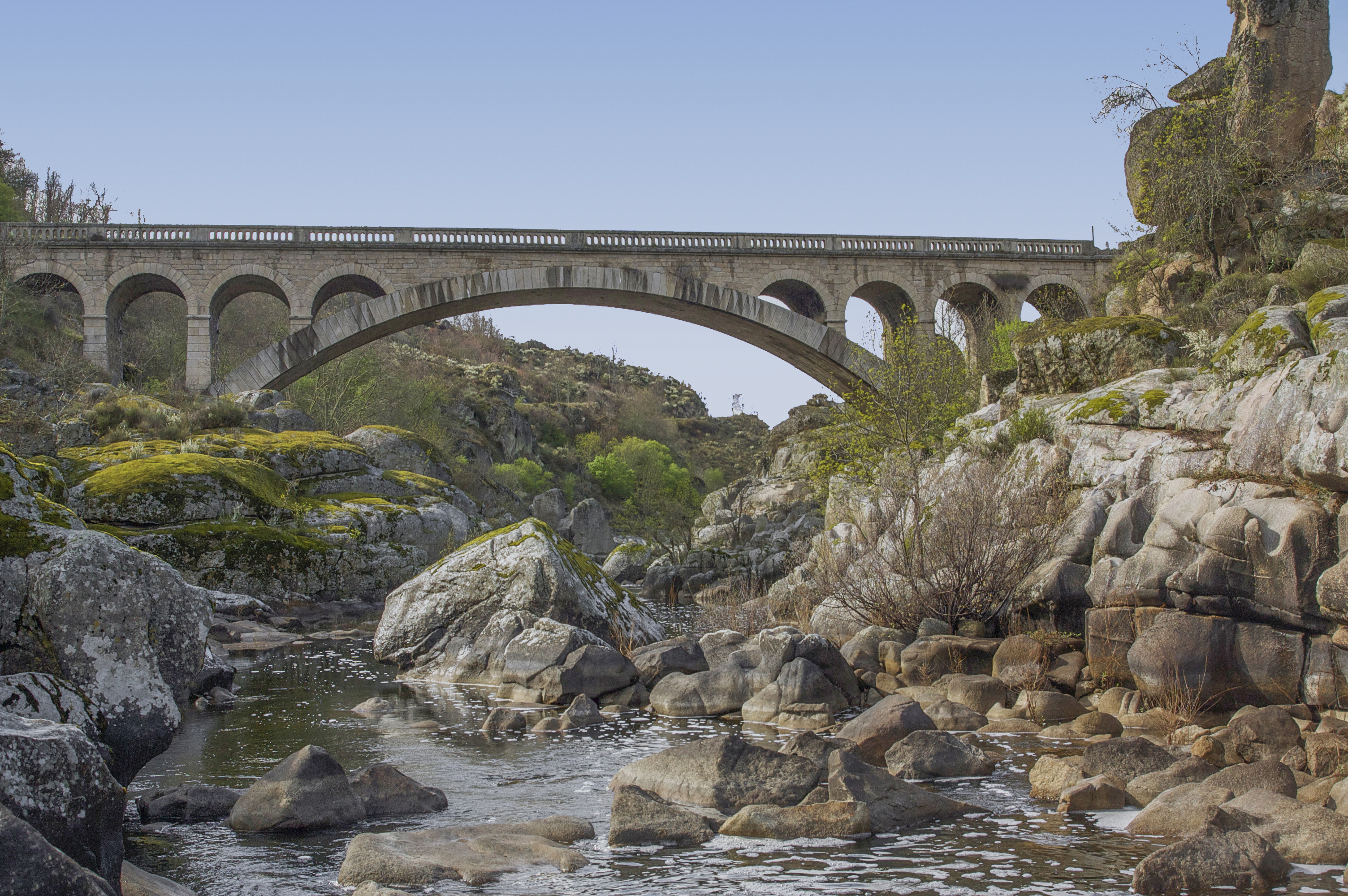
Puente Resbala
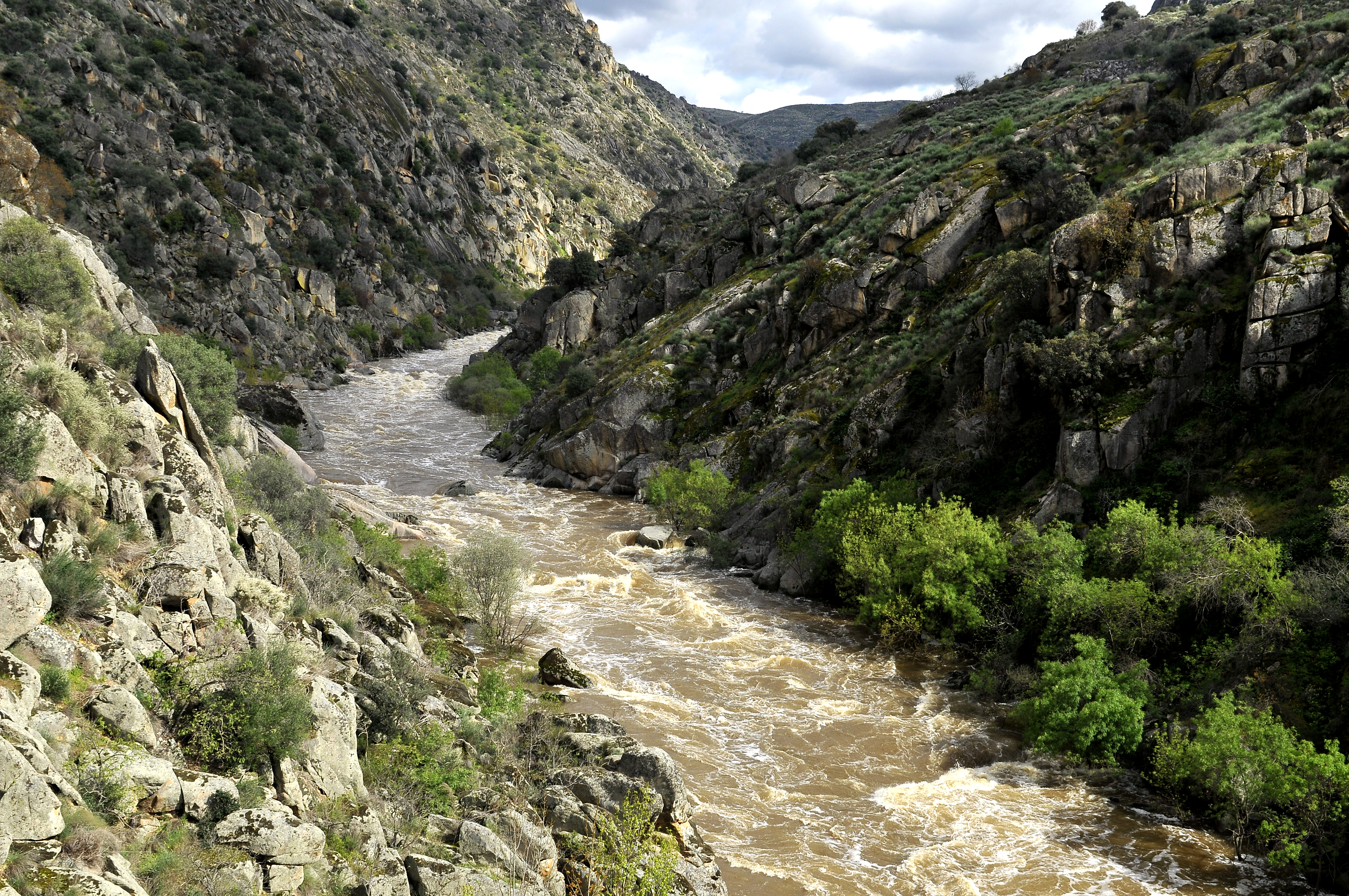
Arribes del Huebra
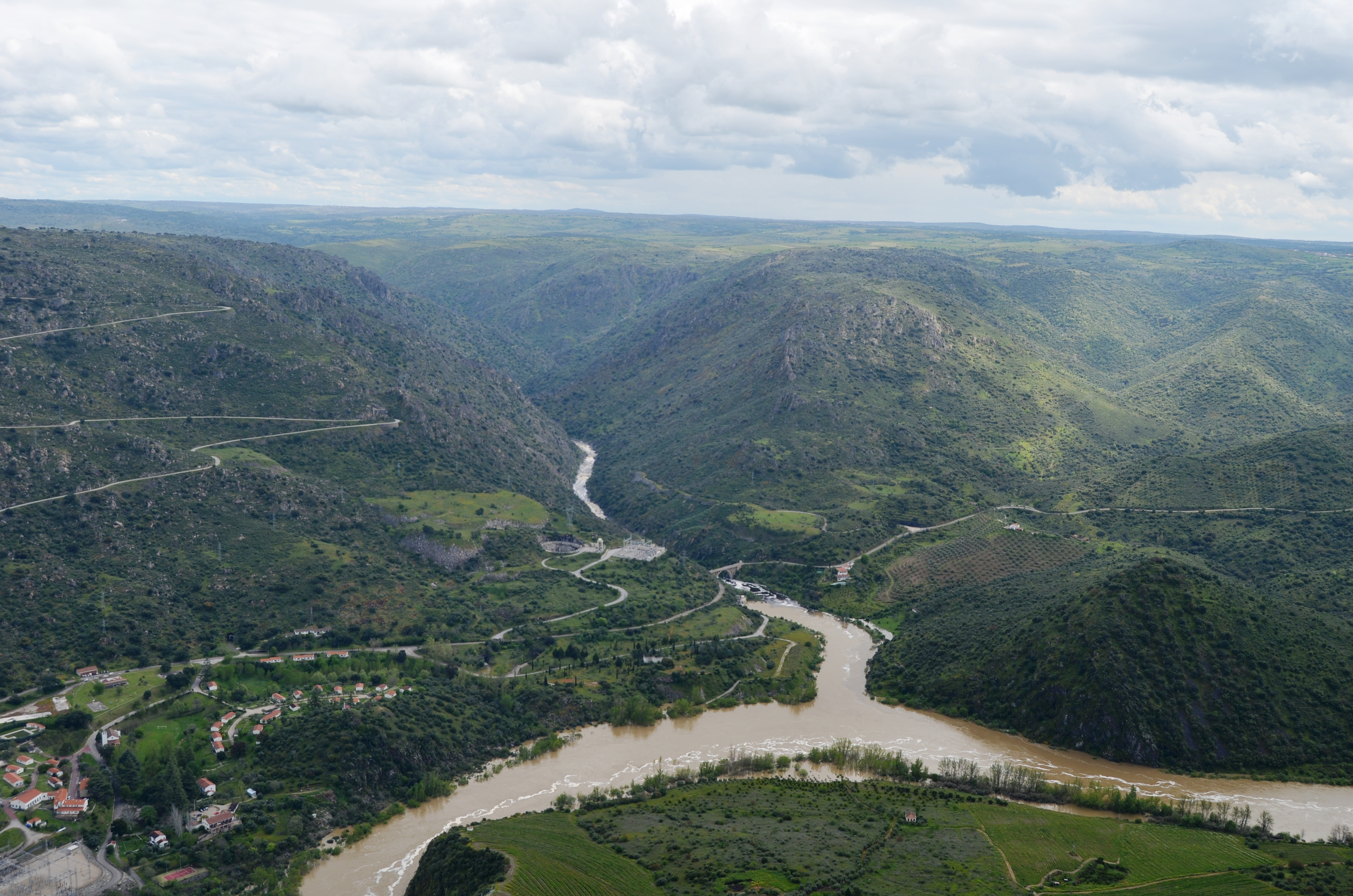
Desembocadura